# اسکار روسی
اسکار روسی (اسپانیایی: Oscar Rossi‎; ۲۷ ژوئیهٔ ۱۹۳۰ – ۶ سپتامبر ۲۰۱۲) بازیکن فوتبال اهل آرژانتین بود.
از باشگاه‌هایی که در آن بازی کرده‌است می‌توان به باشگاه فوتبال راسینگ، باشگاه ورزشی سن لورنسو آلماگرو، باشگاه فوتبال اتلتیکو ناسیونال، باشگاه فوتبال اتلتیکو هوراکان، و باشگاه فوتبال اسپورتینگ کریستال اشاره کرد.
وی همچنین در تیم ملی فوتبال آرژانتین بازی کرده‌است.